# When They See Us
When They See Us (lit. ‘Quan ens veuen’) és una minisèrie de televisió estatunidenca de 2019 que ha estat creada, dirigida i co-guionitzada per Ava DuVernay per Netflix, que es va estrenar amb quatre capítols el 31 de maig del 2019. Està basada en esdeveniments reals que van succeir el 1989: El Cas de la Corredora de Footing de Central Park. Explora les vides i famílies dels cinc nens afroamericans sospitosos que foren acusats de fer una violació amb violència a una dona que feia footing al Central Park de la ciutat de Nova York. La sèrie presenta un repartiment coral que inclou als actors Jharrel Jerome, Asante Blackk, Jovan Adepo, Michael K. Williams, Logan Marshall-Verd, Joshua Jackson, Blair Underwood, Vera Farmiga, John Leguizamo, Felicity Huffman, Niecy Nash, Aunjanue Ellis, Marsha Stephanie Blake, i Kylie Bunbury.
When They See Us ha rebut diversos premis i reconeixements pels seus actors. Va obtenir 11 nominacions en els Premis Emmy de 2019; Jerome va guanyar el premi a millor actor de mini-sèrie o de telefilm. A més a més fou nominada al premi a la millor mini-sèrie que va guanyar la sèrie Chernobyl. A més a més, Ellis, Nash, Blackk, Leguizamo, Williams, Blake i Farmiga també van obtenir nominacions a millor actor en els mateixos.
Oprah Winfrey, a més a més, va fer el programa especial titulat Oprah Winfrey Presents When They See Us Now, en el que el càsting, la directora i els cinc exonerats són entrevistats per la presentadora el 12 de juny de 2019 que també es pot trobar a Netflix.

## Premissa
When They See Us està basada en uns esdeveniments que van succeir el 19 d'abril de 1989: narra el Cas de la Corredora de Footing de Central Park i explora les vides dels cinc sospitosos que foren acusats de violar i agredir a una dona que corria pel Central Park i de les seves famílies. Els cinc joves afroamericans són els protagonistes de la sèrie: Kevin Richardson (Asante Blackk), Antron McCray (Caleel Harris), Yusef Salaam (Ethan Herisse), Korey Wise (Jharrel Jerome), i Raymond Santana (Marquis Rodriguez), foren dividits en dos grups al jutjar-los. Quatre d'aquests foren declarats culpables de violació i un d'estar-hi relacionat. Excepte Korey Wise, que tenia 16 anys en el moment dels fets, tots foren condemnats al màxim de temps que els permetia la llei com a infants; Korey va ser tractat com un adult pel sistema legal, pel que va complir la seva pena en presons d'adults.
Els cinc nois van acusar la ciutat de Nova York pel tracte rebut, cas que van guanyar el 2014 i van rebre compensacions econòmiques i foren exonerats dels seus casos.

## Repartiment i caràcters

### Principal
- Asante Blackk com a Kevin Richardson
  - Justin Cunningham com a Kevin Richardson adult
- Caleel Harris com a Antron McCray
  - Jovan Adepo com a Antron McCray adult
- Ethan Herisse com a Yusef Salaam
  - Chris Guix com Yusef Salaam adult
- Jharrel Jerome com a Korey Assenyat nen i adult
- Marquis Rodriguez com a Raymond Santana
  - Freddy Miyares com a Raymond Santana adult
- Marsha Stephanie Blake com a Linda McCray, mare d'Antron McCray .
- Kylie Bunbury com a Angie Richardson, germana gran de Kevin Richardson.
- Aunjanue Ellis com a Sharonne Salaam, mare de Yusef Salaam .
- Vera Farmiga com a Elizabeth Lederer, fiscal en cap
- Felicity Huffman com a Linda Fairstein, fiscal de delictes sexuals
- John Leguizamo com a Raymond Santana Sr., pare de Raymond Santana .
- Niecy Nash com a Delores Assenyat, mare de Korey Wise.
- Michael K. Williams com a Bobby McCray, pare d'Antron McCray .

### Secundaris
- Omar Dorsey com a Elombe Brath, activista comunitari que apareix en els mitjans de comunicació per defensar el cinc
- Suzzanne Douglas com a Grace Cuffe
- Christopher Jackson com a Peter Rivera, advocat que va representar Raymond
- Joshua Jackson com Mickey Joseph, advocat que va defensar Antron
- Famke Janssen com a Nancy Ryan, una fiscal a la que originàriament havien donat el cas abans que fos portat per Lederer i que posteriorment va portar el cas de la exoneració dels cinc.
- Adepero Oduye com a Nomsa Brath, una activista que pren la causa després de la mort del seu marit.
- Aurora Perrineau com a Tanya, novia de Raymond Santana Jr (adult)
- Tempesta Reid com a Lisa, novia de Korey Wise
- William Sadler com a Michael Sheehan
- Blair Underwood com a Bobby Burns, advocat que va representar Yusef
- Len Cariou com a Robert Morgenthau, fiscal del districte de Nova York
- Chikwudi Iwuji com a Colin Moore, advocat que va representar Korey
- Frank Pando com al Detectiu Gonzalez
- Alexandra Templer com a Trisha Meili

- Allan Greenberg com a Howard Diller, advocat que va representar Kevin
- Isis King com a de Marci Wise, germana de Korey Logan Marshall-Verd com a Roberts
- Gary Perez com a Manuel Santana
- Dascha Polanco com a Elena, nova muller nova Raymond Santana Sr.
- Reece Noi com a Matias Reyes

## Episodis
- Episodi 1: Part One: Cinc nois adolescents (Raymond, Kevin, Korey, Yusef i Antron) viuen en el barri residencial de Harlem. Són agafats presos per la policia després d'una sèrie d'assalts que havien succeït a Central Park aquella nit, tot i que no fou fins més tard que van trobar la noia violada i agredida, cosa que va fer augmentar la pressió.
- Episodi 2: Part Two. La Policia de Nova York pressiona els cinc joves perquè confessin contra ells mateixos sense que hi siguin presents ni els seus pares ni advocats. El brutal assalt a la que ha estat objecte la corredora va incrementar la pressió sobre la policia per a resoldre el crim. Tot i que no es presenten evidències probatòries dels fets, els cinc nois són condemnats per un jurat.
- Episodi 3: Part Three: Mostra la vida d'Antron, Yusef, Kevin i Raymon en els centres penitenciaris de menors i la seva vida difícil quan surten dels mateixos.
- Episodi 4 Part Four. Es mostren les difícils experiències de Korey en la presó d'adults, en la que està en cel·les d'aïllament i és atacat per altres reclusos. El 2002, el verdader violador confessa i es troba el seu ADN en les proves del cas. Els Cinc són exonerats dels seus càrrecs i demanden a la ciutat de Nova York. Al 2014 aquesta és considerada culpable i reben una compensació. Es fa un breu resum de les seves vides posteriors; 4 dels cinc marxen a viure fora de la ciutat.

### Especial
- Oprah Winfrey Presents: When They See Us Now. Programa en el que la presentadora entrevista els actors i els protagonistes dels fets, així com a la directora de la sèrie.

## Producció

### Desenvolupament
El 6 de juliol de 2017 Netflix va anunciar que faria una sèrie sobre els Cinc de Central Park en cinc episodis. Aquesta sèrie fou creada per Ava DuVernay, que també en fou la guionista i la directora. Els productors executius són DuVernay, Jeff Skoll, Jonathan King, Oprah Winfrey, Jane Rosenthal i Berry Weish. Entre les companyies de producció involucrades hi ha Participant Media, Harpo Films i Tribeca Productions. El 9 de juliol de 2018 es va dir que la sèrie tindria 4 episodis.
L'1 de març de 2019 DuVernay va anunciar que s'havia canviat el nom de la sèrie i que es diria When They See Us i que s'estrenaria el 31 de maig de 2019.

### Càsting
El juliol de 208 es va anunciar que els actors principals de la sèrie siren Michael K. Williams, Vera Farmiga, John Leguizamo, Felicity Huffman, Jharrel Jeremo i Jovan Adepo. El 3 d'agost de 2018 es va anunciar que Niecy Nash, Aunjanue Ellis, Kylie Bunbury, Marsha Stephanie Blake i Storm Reid tindrien rols secundaris. Una setmana després, es va anunciar que Chris Chalk, Ethan Herisse, Marquis Rodriguez, Caleel Harris, Freddy Miyares, Justin Cunningham i Asante Blackk també hi participarien com a actors. A finasl de mes, es va anunciar que Joshua Jackson, Christopher Jackson, Adepero Oduye, Omar Dorsey, Blair Underwood, Famke Janssen, William Sadler i Aurora Perrineau també formaven part de l'elenc.

### Filmació
La setmana del 6 d'agost de 2018 es van iniciar les principals gravacions de la sèrie a la ciutat de Nova York fetes per Bradford Young. El 10 d'agost es va gravar a la Avinguda Madison, a Harlem Oriental, Manhattan.

## Recepció

### Resposta crítica
La mini sèrie va obtenir una resposta crítica positiva. La pàgina web Rotten Tomatoes va reportar un percentatge del 95% basat en 57 opinions, que els donaria una puntuació de 8.34/10. A Metacritic va obtenir una puntuació de 87 sobre 100 basada en 23 crítiques, cosa que indicava una aclamació universal.
La sèrie va rebre crítiques positives de mitjans com Variety, Odie Henderson, The Hollywood Reporter, Collider, The Guardian,i Vulture.

Linda Fairstein, la fiscal encarregada del cas va escriure al Wall Street Journal que la sèrie estava plena de distorsions i falsedats, dient que tot i que estava d'acord amb les exoneracions dels cinc en els càrrecs de violació, ells havien fet crims contra altres víctimes. Armond White del National Review va criticar negativament la sèrie contrastant-la amb altres pel·lícules que mostraven les tensions racials de l'època com Boyz n the Hood i Do the Right Thing.

### Audiències
El 25 de juny de 2019 Netflix va anunciar que la sèrie havia estat vista per més de 23 milions de persones en el seu primer mes d'emissió.

### Premis i reconeixements
When They See Us va estar nominat com a programa de l'any 2019 i com a pel·lícules, mini-sèries i especials del mateix any.
Al mateix 2019 ha rebut el premi per Jharrel Jerome al premi emmy al millor actor en una sèrie limitada o pel·lícula televisiva. En els mateixos Premis Emmy, va estar nominada a la Millor Sèrie Limitada; les actrius Anjuanue Ellis i Niecy Nash van estar nominades a millor actriu de sèrie limitada Asante Blackk, John Leguizamo i Michael K. Williams van estar nominats al millor actor secundari de sèrie limitada; Marsha Stephanie Blake i Vera Farmiga van estar nominades com a millor actrius secundàries de sèries limitades; i Ava DuVernay va estar nominada com a millor directora i com a millor guionista de sèrie limitada. Va guanyar el premi Emmy a millor càsting de sèrie limitada i va estar nominada al premi a millor filmació d'una sèrie limitada, a millor composició musical d'una sèrie limitada i a millor edició sonora d'una sèrie limitada.